# Jerzy Sikorski (rzeźbiarz)
Jerzy Sikorski (u 27 kwietnia 1954 w Reszlu) – polski artysta rzeźbiarz, absolwent Akademii Sztuk Pięknych w Warszawie, otrzymał dyplom z wyróżnieniem w 1981 roku.

## Ważniejsze realizacje
- Portret Matki, granit, 1,20 m, Związek Artystów Rzeźbiarzy, 1981
- Pomnik „Pegaza”, Opoczno, sztuczny kamień, 1982
- Figura św. Józefa, parafia św. Józefa Robotnika, Kielce, sztuczny kamień, wys. figury 3,5 m na kolumnie, 1983
- Popiersie Ludomira Różyckiego, Filharmonia Bydgoska, brąz i granit, 1985
- Ołtarz w kościele pw. św. Józefa, Kielce, carrara, 1987
- Płaskorzeźba Tadeusza Kulisiewicza, Warszawa, ul. Mazowiecka, brąz, 1989
- Kopia XVI-wiecznej Pięknej Madonny z kościoła parafialnego pw. św. Jana Chrzciciela i św. Bartłomieja w Kazimierzu Dolnym, drewno polichromowane, 1992
- Przedstawienie Ducha Świętego w kościele pw. św. Józefa, Kielce, drewno złocone, ok. 1,70 m, 1993
- Przedstawienie czterech ewangelistów, kościół pw. św. Józefa Robotnika, Kielce, wapień, wys. figury 1,5 m na elewacji, 1994
- Pomnik I Dywizji Pancernej im. Generała Stanisława Maczka, Warszawa, Plac Inwalidów, brąz, granit, 1995[1][2]
- Płaskorzeźba „Portret Malarza”, Kazimierz Dolny, ul. Lubelska, piaskowiec, 1,40 m, 1997
- Figura Anioła, zwieńczenie chóru w kościele pw. św. Józefa, Kielce, drewno polichromowane i złocone, 2,20 m, 1998
- Płaskorzeźba z wizerunkiem Papieża Jana Pawła II, fasada kościoła parafialnego św. Bartłomieja, Opoczno, 2,20 m, sztuczny kamień, 2000
- Popiersie Papieża Jana Pawła II w Kościele Farnym w Kazimierzu Dolnym nad Wisłą, Kaplica Górskich, 1 m, granit, 2001
- Popiersie Papieża Jana Pawła II z tablicą pamiątkową, fasada plebanii przy kościele św. Floriana w Krakowie, 1,20 m, brąz, granit, 2002
- Stacje drogi krzyżowej (wolnostojące) przy Kościele Parafialnym w Sulisławicach, sztuczny kamień, piaskowiec, wys. 2,20 m, 2003-2006
- Figura Chrystusa Zmartwychwstałego przy kościele parafialnym w Sulisławicach, sztuczny kamień, piaskowiec, 2007
- Rekonstrukcja grupy figuralnej św. Stanisław z Piotrawinem na elewacji staromiejskiego kościoła pw. św. Marcina w Warszawie, cement romański, wys. 2,30 m, 2009
- Pomnik Rycerza Wiganda-fundatora Kościoła pw. św. Elżbiety, Powsin-Warszawa, brąz, granit, 2010